# Planète Hulk (film)
Ne doit pas être confondu avec Planet Hulk.
Série Marvel Animated Features
Hulk Vs
(2009) Thor : Légendes d'Asgard
(2011)
Pour plus de détails, voir Fiche technique et Distribution.
Planète Hulk (Planet Hulk) est un film d'animation américain réalisé par Sam Liu, sorti directement en vidéo en 2010.

## Synopsis
Hulk représente trop de danger sur Terre, alors le conseil de l'Illuminati décide de l'envoyer sur une planète isolée. Il y sera capturé pour devenir un gladiateur.

## Fiche technique
Sauf indication contraire, les informations mentionnées dans cette section peuvent être confirmées par les bases de données cinématographiques IMDb et Allociné,  présentes dans la section « Liens externes ».
- Titre original : Planet Hulk
- Tire français : Planète Hulk
- Réalisation : Sam Liu
- Scénario : Greg Johnson, 
  - d'après une histoire de Greg Johnson, Craig Kyle et Joshua Fine,
  - d'après Planet Hulk créé par Greg Pak et Carlo Pagulayan,
  - d'après le personnage Hulk créé par Stan Lee et Jack Kirby,
  - d'après les dessins originaux de comics créés par José Ladrönn, Lucio Parrillo et Aaron Lopresti
- Musique : Guy Michelmore
- Son : Mike Draghi, Derek Seaborn, Derek Simpson
- Montage : George Rizkallah
- Production : Frank Paur
  - Supervision de production : Joshua Fine et Craig Kyle
  - Production exécutive : Carrie Wassenaar
  - Production déléguée : Ken Katsumoto et Eric S. Rollman
  - Coproduction déléguée : Stan Lee
  - Production d'animation : Masao Maruyama
  - Co-production d'animation : Alex Yeh
  - Assistant de production : Takeo Minami et Yoshihiro Watanabe
- Animation : Kirk Tingblad, Patrick Archibald, Gary Hartle, Rick Morales, Adam Van Wyk
- Sociétés de production[1] : Marvel Animation, The Walt Disney Company, Lionsgate et MLG Productions 8
- Sociétés de distribution : Lionsgate Home Entertainment (États-Unis - DVD / Blu-ray) ; Metropolitan Filmexport (France - DVD)[2]
- Budget : n/a
- Pays de production :  États-Unis
- Langue originale : anglais
- Format[3] : couleur - 1,78:1 (Widescreen)
- Genres : animation, action, aventures, drame, science-fiction, super-héros
- Durée : 81 minutes
- Dates de sortie[4] :
  - États-Unis : 2 février 2010 (sortie directement en vidéo)
  - France : 10 août 2010 (sortie directement en vidéo)
- Classification[5] :
  - États-Unis : accord parental recommandé, film déconseillé aux moins de 13 ans (PG-13 - Parents Strongly Cautioned)
  - France : tous publics

## Distribution
- Rick D. Wasserman (VF : Damien Boisseau) : Hulk
- Lisa Ann Beley (VF : Véronique Augereau) : Caiera
- Paul Dobson (VF : Bernard Métraux) : Beta Ray Bill
- Kevin Michael Richardson (VF : Richard Darbois) : Korg
- Michael Kopsa (VF : Boris Rehlinger) : Laven Skee
- Liam O'Brien (VF : Serge Faliu) : Hiroim
- Sam Vincent (VF : n/a) : Miek
- Donald Adams (VF : Olivier Cordina) : Gouverneur Churick

Caméos
- Marc Worden (VF : Bernard Gabay) : Iron Man
- Thor (aucun dialogue)
- Gamora (aucun dialogue)
- Doctor Strange (aucun dialogue)
- Reed Richards (aucun dialogue)
- Flèche noire (aucun dialogue)
- Star-Lord (aucun dialogue)
- Adam Warlock (aucun dialogue)

## Marvel Animated Features
Ce film s'inscrit dans la série Marvel Animated Features, composée de 8 huit vidéofilms produits par Lionsgate, Marvel Animation et MLG Productions 8,.
- 2006 : Ultimate Avengers (Ultimate Avengers: The Movie)
- 2006 : Ultimate Avengers 2 (Ultimate Avengers 2: Rise of the Panther)
- 2007 : The Invincible Iron Man
- 2007 : Docteur Strange (Doctor Strange: The Sorcerer Supreme)
- 2008 : Next Avengers: Heroes of Tomorrow
- 2009 : Hulk Vs
- 2010 : Planète Hulk (Planet Hulk)
- 2011 : Thor : Légendes d'Asgard (Thor: Tales of Asgard)